# Jeanne Lanvin
Jeanne-Marie Lanvin (Parigi, 1º gennaio 1867 – Parigi, 6 luglio 1946) è stata una stilista francese, fondatrice della casa di moda Lanvin. Tra le più importanti designer degli anni venti e trenta, Jeanne Lanvin è ricordata soprattutto per l'abilità nell'utilizzo di intricati ricami, per i virtuosismi sartoriali, le decorazioni in rilievo e le fantasie floreali, tutti elementi che divennero i marchi di fabbrica della Lanvin. Quando morì - nel 1946 - la proprietà del marchio fu rilevata dalla figlia della stilista, Marguerite di Pietro.

## Biografia

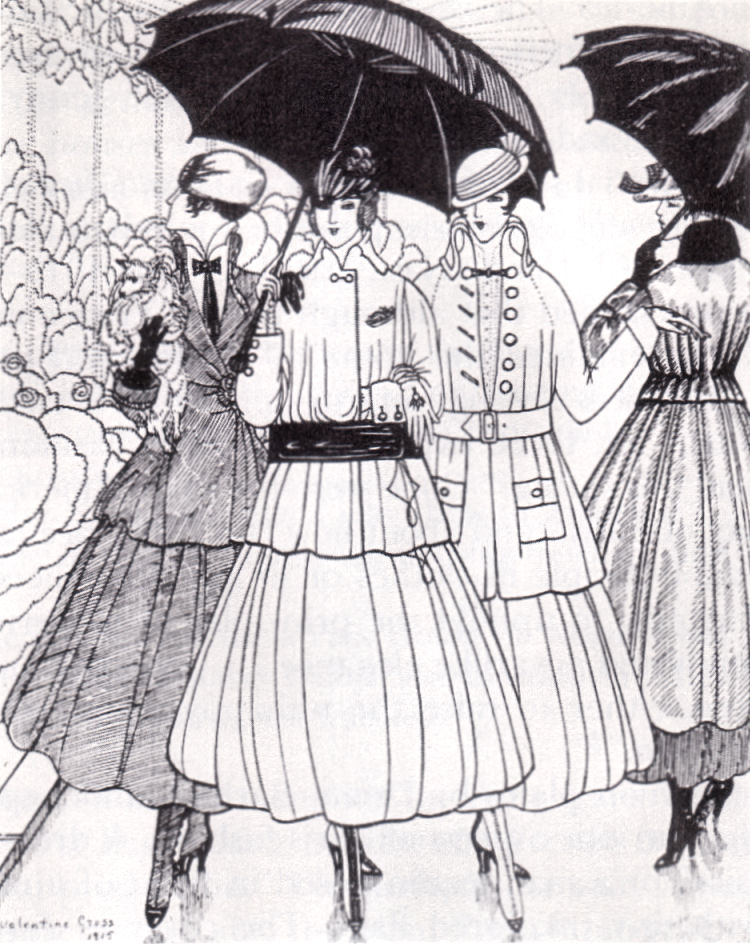
Disegno di Madame Lanvin su La Gazette du Bon Ton, 1915.

Maggiore di undici figli, Jeanne Lanvin lavorò come apprendista modista presso Madame Félix a Parigi all'età di sedici anni e come sarta presso Talbot, prima di diventare modista presso rue du Faubourg Saint-Honoré nel 1889.
Nel 1895, Jeanne Lanvin sposò il suo primo marito, il conte Emilio di Pietro, un nobile italiano a cui due anni dopo diede una figlia, Marguerite (anche conosciuta come Marie-Blanche) (1897–1958). Unica figlia della coppia, Marguerite di Pietro divenne una cantante d'opera, sposata al conte Jean de Polignac (1888–1943), alla morte della madre, divenne la direttrice della casa di moda Lanvin. Jeanne Lanvin e di Pietro divorziarono nel 1903. Il secondo marito della Lanvin, che sposò nel 1907, fu Xavier Melet, un giornalista di Les Temps e successivamente console francese a Manchester in Inghilterra.
Nel 1909, Jeanne Lanvin entrò nel Syndicat de la Couture, che segnò formalmente il suo status di couturière. Lanvin realizzò bellissimi abiti per sua figlia - tra cui l'abito da sera Cyclone, del 1939 - che attrassero l'attenzione di numerose donne dell'epoca. Iniziarono quindi per la Lanvin le richieste di avere copie di quegli abiti visti addosso a Marguerite. Ben presto, la Lanvin iniziò a realizzare abiti per molte nobili donne in tutta Europa, attirando nella sua boutique a rue du Faubourg Saint-Honoré a Parigi anche clienti illustri. Jeanne Lanvin divenne celebre per i suoi abiti "per madre e figlia" e per il suo approccio moderno e globale all'industria della moda.

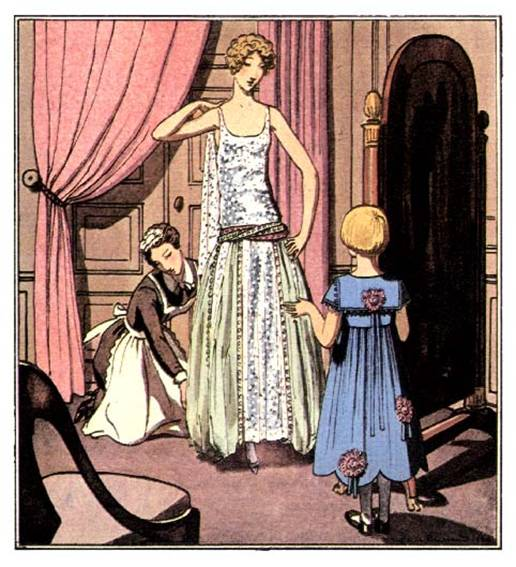
Disegno di Madame Lanvin su La Gazette du Bon Ton, 1922.

 Dal 1923, la casa di moda Lanvin comprò una fabbrica di tintura a Nanterre. Negli anni venti, la Lanvin aprì alcuni negozi per la vendita di oggetti per la casa, di abbigliamento maschile, di pellicce e di lingerie.
Tuttavia, la sua più importante espansione fu la creazione di Lanvin Parfums SA nel 1924, e l'immissione sul mercato del suo profumo più celebre Arpège, nel 1927, ispirato al suono che sua figlia Marguerite produceva quando si esercitava al pianoforte. ("Arpège" in francese significa arpeggio.)
Inoltre, la Lanvin commissionò a Armand Albert Rateau di decorare il suo appartamento al 16 di rue Barbet-de-Jouy di Parigi, e le sue due case in campagna (Il soggiorno, il salottino ed il bagno dell'appartamento furono ricostruiti nel 1985 nel Musée des Arts Décoratifs di Parigi). Per questo lavoro, Rateau disegnò alcuni notevoli pezzi di arredamento in bronzo. Fra il 1921 ed il 1922, Rateau si occupò anche di disegnare le boccette per i profumi La Boule ed Arpège (originally produced by the Manufacture Nationale de Sèvres). 

## Collezione al Metropolitan Museum of Art, New York

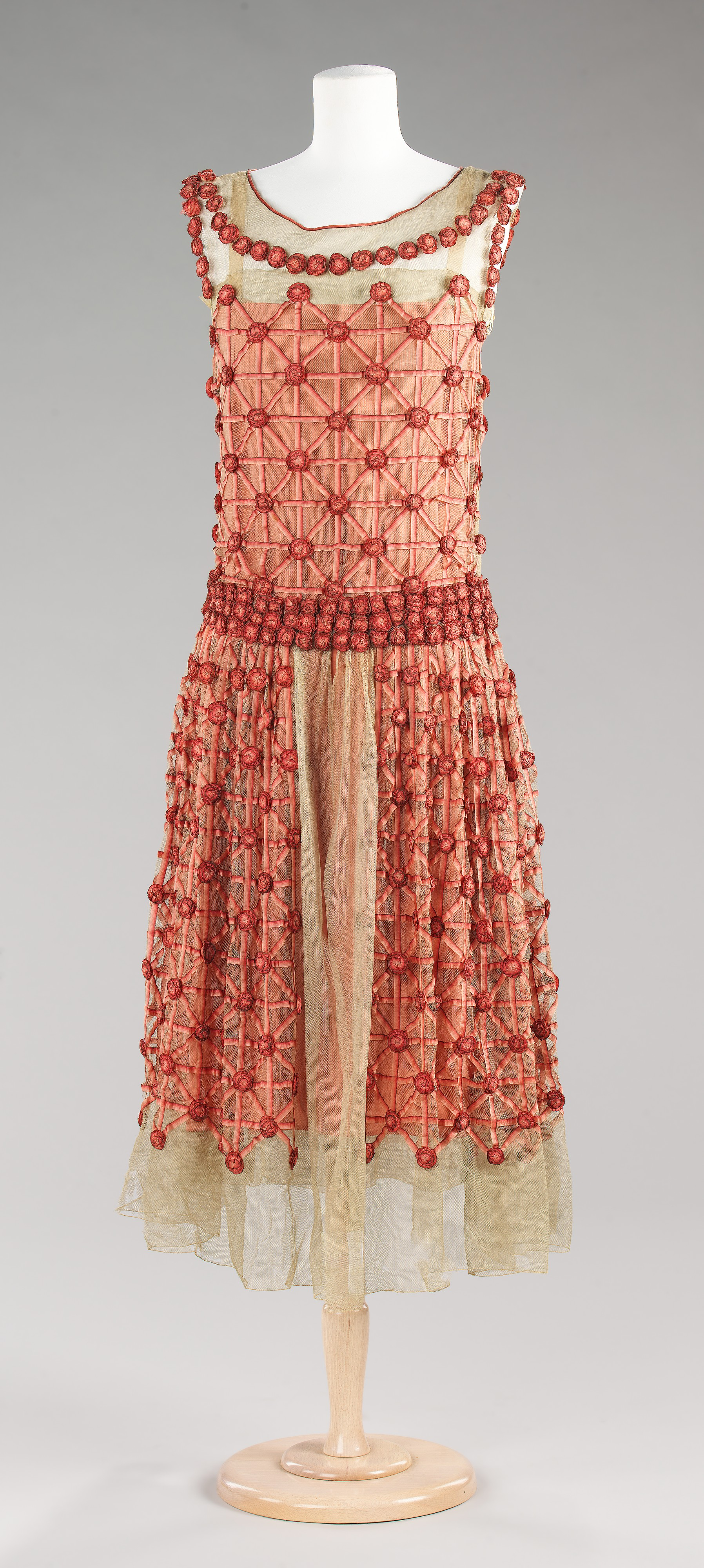
"Roseraie", abito da sera (seta), primavera/estate 1923
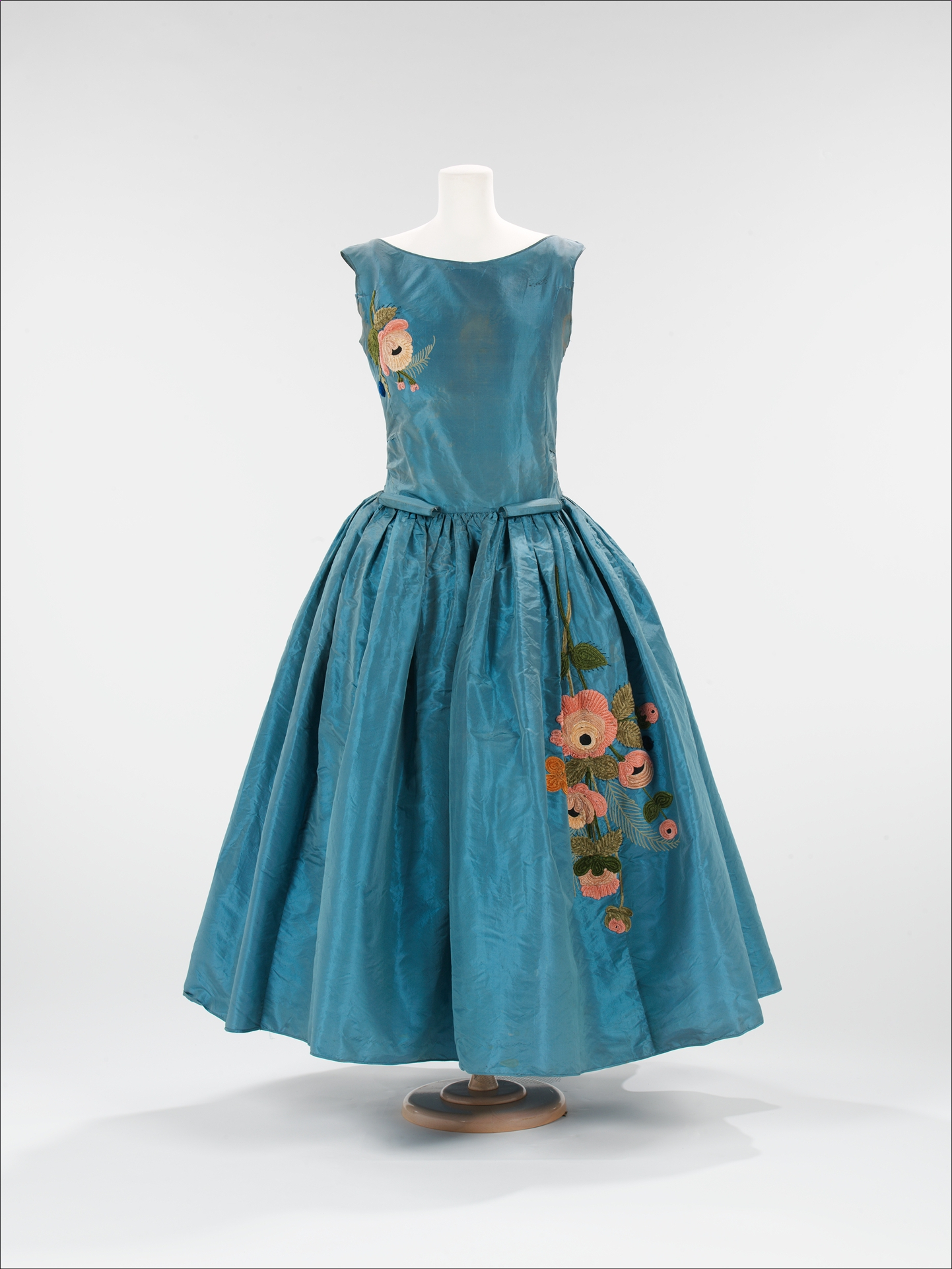
"Jolibois", abito da sera (seta), autunno/inverno 1922-23
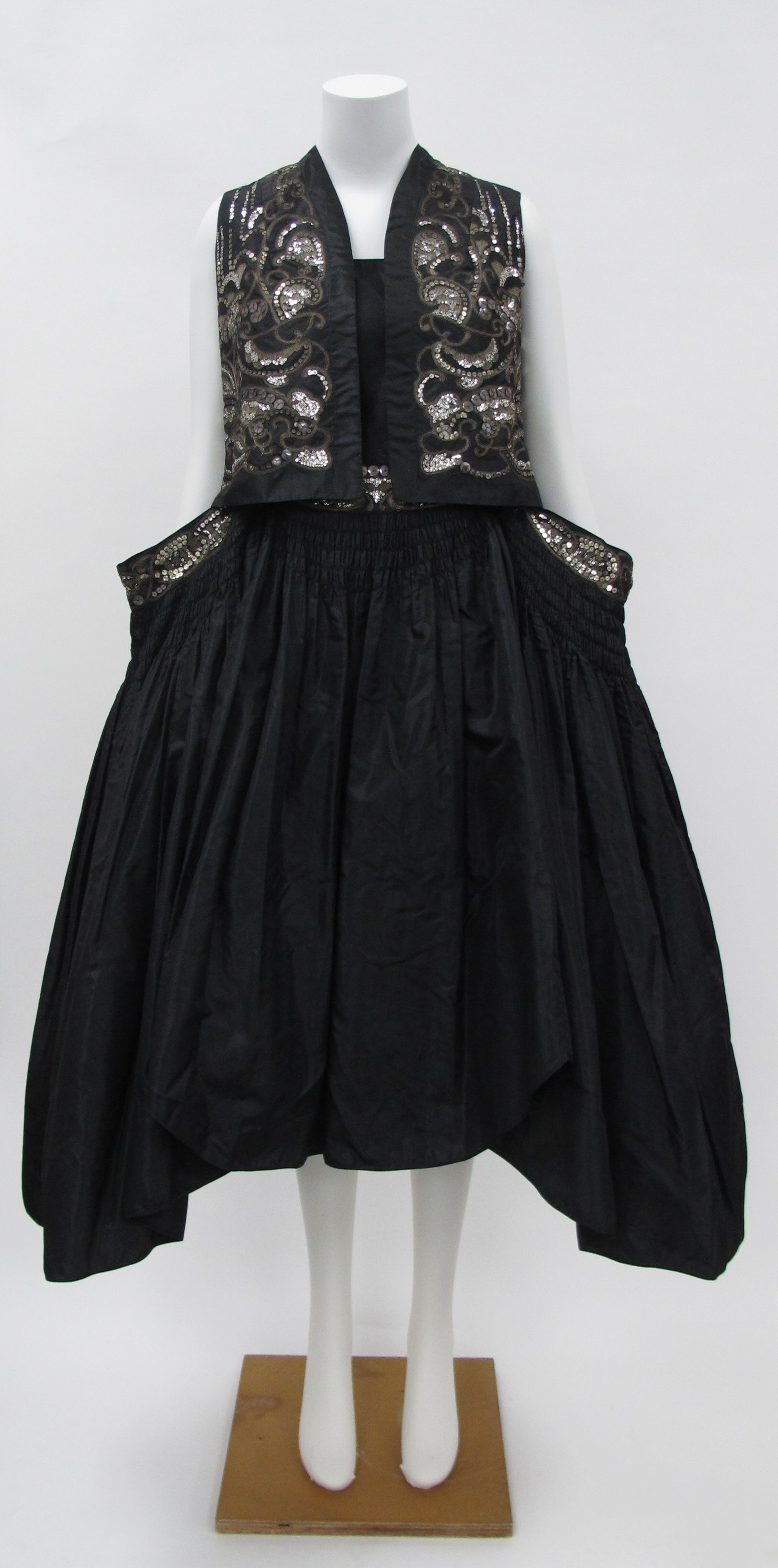
Ko.I.Noor, insieme da sera (seta e metallo), primavera/estate 1927
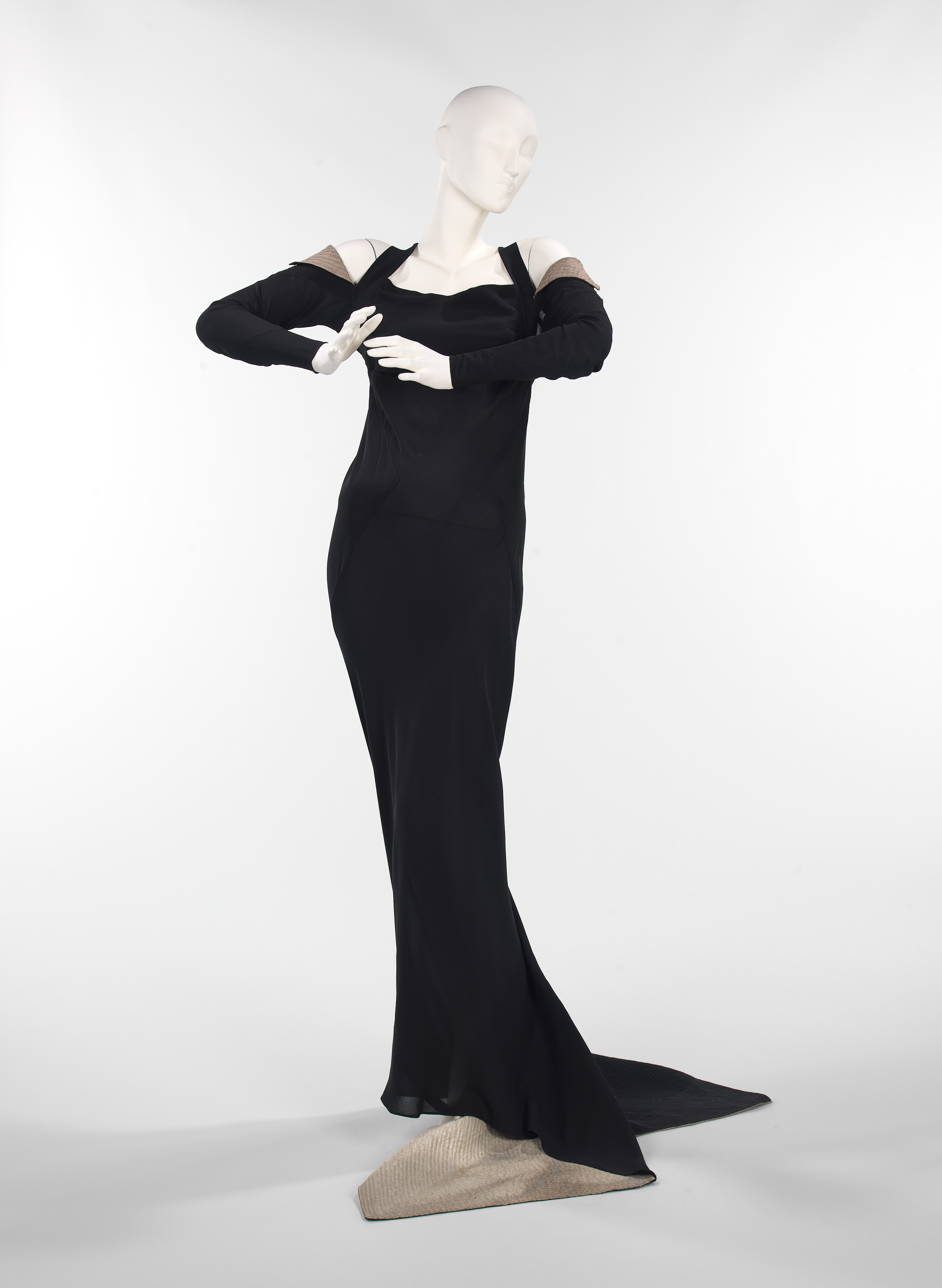
"Phèdre", abito da sera (seta e metallo), autunno/inverno 1933
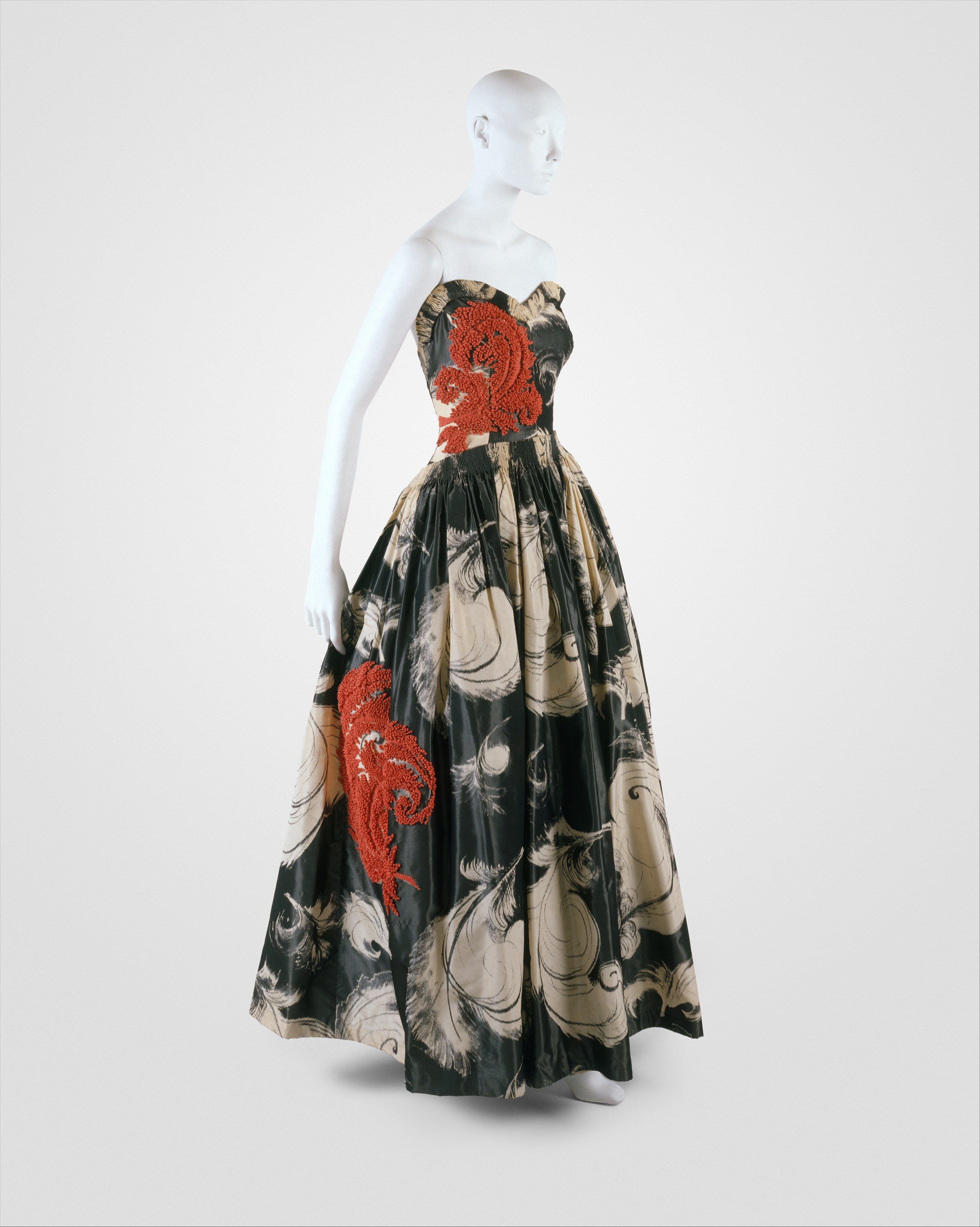
"Fusée", abito da sera (seta), 1938
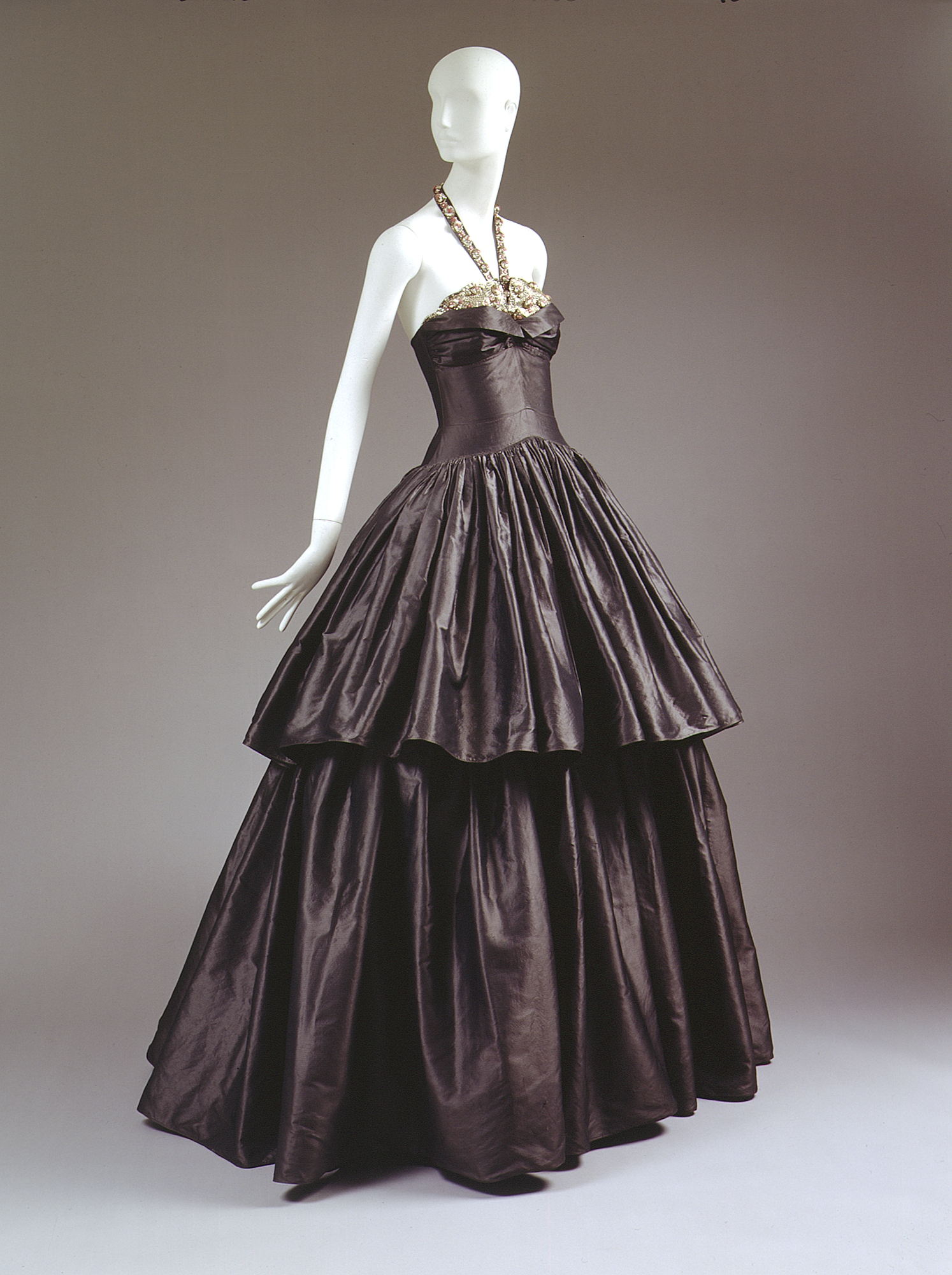
"Cyclone", abito da sera (seta con paillettes), 1939